# Bovichtus
Bovichtus es un género de peces de la familia Bovichthyidae, del orden Perciformes. Este género marino fue descrito por primera vez en 1832. 
Cuando Achille Valenciennes describió el género, la única especie que clasificó dentro del nuevo género fue Callionymus diacanthus, renombrado como Bovichtus diacanthus, por lo tanto, es su especie tipo.

## Especies
Especies reconocidas del género:
- Bovichtus angustifrons Regan, 1913
- Bovichtus argentinus MacDonagh, 1931
- Bovichtus chilensis Regan, 1913
- Bovichtus diacanthus (Carmichael, 1819)
- Bovichtus psychrolutes Günther, 1860[2]
- Bovichtus variegatus (J. Richardson, 1846)
- Bovichtus veneris Sauvage, 1879

### Lectura recomendada
- Eschmeyer, William N., ed. 1998. Catalog of Fishes. Special Publication of the Center for Biodiversity Research and Information, no. 1, vol 1-3. 2905
- Stanisław Rutkowicz: Encyklopedia ryb morskich. Gdańsk: Wydawnictwo Morskie, 1982. ISBN 83-215-2103-7.